# Saint-Georges-de-Rex
Saint-Georges-de-Rex és un municipi francès situat al departament de Deux-Sèvres i a la regió de la Nova Aquitània. L'any 2007 tenia 392 habitants.

## Demografia

### Població
El 2007 la població de fet de Saint-Georges-de-Rex era de 392 persones. Hi havia 158 famílies de les quals 48 eren unipersonals (16 homes vivint sols i 32 dones vivint soles), 57 parelles sense fills, 49 parelles amb fills i 4 famílies monoparentals amb fills.
La població ha evolucionat segons el següent gràfic:
Habitants censats

### Habitatges
El 2007 hi havia 192 habitatges, 163 eren l'habitatge principal de la família, 13 eren segones residències i 15 estaven desocupats. 174 eren cases i 1 era un apartament. Dels 163 habitatges principals, 120 estaven ocupats pels seus propietaris, 42 estaven llogats i ocupats pels llogaters i 2 estaven cedits a títol gratuït; 18 tenien una cambra, 3 en tenien dues, 14 en tenien tres, 41 en tenien quatre i 87 en tenien cinc o més. 128 habitatges disposaven pel capbaix d'una plaça de pàrquing. A 62 habitatges hi havia un automòbil i a 74 n'hi havia dos o més.

### Piràmide de població
La piràmide de població per edats i sexe el 2009 era:
| Homes | Edats   | Dones |
| ----- | ------- | ----- |
| 0     | 95 o +  | 0     |
| 0     | 90 a 94 | 4     |
| 0     | 85 a 89 | 12    |
| 8     | 80 a 84 | 8     |
| 4     | 75 a 79 | 12    |
| 16    | 70 a 74 | 8     |
| 12    | 65 a 69 | 24    |
| 8     | 60 a 64 | 16    |
| 12    | 55 a 59 | 0     |
| 12    | 50 a 54 | 8     |
| 8     | 45 a 49 | 8     |
| 20    | 40 a 44 | 16    |
| 8     | 35 a 39 | 12    |
| 16    | 30 a 34 | 8     |
| 0     | 25 a 29 | 12    |
| 16    | 20 a 24 | 4     |
| 12    | 15 a 19 | 4     |
| 20    | 10 a 14 | 8     |
| 20    | 5 a 9   | 8     |
| 8     | 0 a 4   | 4     |

## Economia
El 2007 la població en edat de treballar era de 235 persones, 148 eren actives i 87 eren inactives. De les 148 persones actives 134 estaven ocupades (64 homes i 70 dones) i 14 estaven aturades (9 homes i 5 dones). De les 87 persones inactives 24 estaven jubilades, 18 estaven estudiant i 45 estaven classificades com a «altres inactius».

### Ingressos
El 2009 a Saint-Georges-de-Rex hi havia 151 unitats fiscals que integraven 371,5 persones, la mediana anual d'ingressos fiscals per persona era de 16.660 €.

### Activitats econòmiques
Dels 8 establiments que hi havia el 2007, 2 eren d'empreses de construcció, 1 d'una empresa de comerç i reparació d'automòbils, 1 d'una empresa d'hostatgeria i restauració, 1 d'una empresa immobiliària, 2 d'empreses de serveis i 1 d'una empresa classificada com a «altres activitats de serveis».
Dels 4 establiments de servei als particulars que hi havia el 2009, 1 era una fusteria, 1 electricista, 1 restaurant i 1 agència immobiliària.
L'any 2000 a Saint-Georges-de-Rex hi havia 14 explotacions agrícoles que ocupaven un total de 1.080 hectàrees.

## Equipaments sanitaris i escolars
El 2009 hi havia una escola elemental integrada dins d'un grup escolar amb les comunes properes formant una escola dispersa.

## Poblacions més properes
El següent diagrama mostra les poblacions més properes.